# Una maid en Manhattan
Una maid en Manhattan es una telenovela estadounidense producida por Telemundo Studios y Sony Pictures Television para la cadena de televisión Telemundo en 2011. Está basada en la película de 2002, Maid in Manhattan, protagonizada por Jennifer López y Ralph Fiennes. 
Está protagonizada por Litzy y Eugenio Siller; y con las participaciones antagónicas de Vanessa Villela y Jorge Hernández. Cuenta con las actuaciones estelares de Marisela González, Karen Sentíes, Fred Valle y Paulo Quevedo; además de la actuación infantil de Jorge Eduardo García.

## Sinopsis
La historia narra las desventuras de Marisa Luján (Litzy) quien administra un pequeño hotel en el pueblo mexicano de Michoacán. Ella conoció el amor con Víctor, un hombre que cada año llegaba a Michoacán de Estados Unidos para pasar las vacaciones de Navidad, y quedó embarazada. Sin embargo, el sueño de una vida feliz con su hijo se desvanece cuando el pueblo se convierte en un lugar de reunión de adictos a las drogas y el hotel donde ella trabajaba se vende a un cártel mexicano, por lo que comenzó a servir como un lugar de asesinato.
Marisa decidió entonces emigrar hacia el norte por el bien de su hijo, y Victor le propone casarse con ella para conseguir los documentos legales de residencia en Estados Unidos. Madre e hijo llegan a Los Ángeles, pero pronto se trasladan a Manhattan, donde su amiga de infancia Belinda (Maite Embil) le ofreció ayuda. Gracias a ella, Marisa rápidamente comenzó a ganarse la confianza y el respeto del gerente del hotel.
Cristóbal Parker (Eugenio Siller), hijo de un senador y heredero de una gran fortuna, se enamora perdidamente de Marisa y ella le corresponde. Sin embargo, Sara Montero (Vanessa Villela), quien está obsesionada con la moda, odia a Marisa y hará que la echen del trabajo propagando un escándalo.

## Reparto

### Reparto principal
- Litzy - Marisa Luján Villa / La Cenicienta de Queens
- Eugenio Siller - Cristóbal Parker Salas
- Vanessa Villela - Sara Montero
- Jorge Eduardo García - Eduardo Mendoza Luján "Lalo"'
- Marisela González - Calixta Meléndez
- Paulo Quevedo - Víctor Mendoza
- Tina Romero - Carmen Moreno
- Liz Gallardo - Leticia Robles "Letty"
- Shalim Ortiz - Francisco "Frank" Valera
- Ismael La Rosa - Tadeo Falcón "Tito"
- Juan Pablo Llano - Bruno Rivera
- Karen Sentíes - Amelia Salas de Parker
- Fred Valle - Tyron Parker "Ty"
- Jorge Hernández - Estanislao Jaroselzky "El Polaco"
- Anna Sobero - Marcela Villa Vda. de Luján
- Sandra Eichler - Alicia
- Salim Rubiales - Tarek Savat
- Maite Embil - Belinda Delgado
- Karina Mora - Yasmín Mendoza "Yaya"
- Xavier Coronel - Javier Serrán
- Jeimy Osorio - Tania de Taylor
- Rodrigo Mejía - Gregorio "Goyo"
- Aneudy Lara - Jerome Taylor
- Carlos Athié - Lucas González
- Henry Zakka - Amador Colina

### Reparto recurrente
- Wanda D'Isidoro - Catalina Lucero
- Mónica Pasqualotto - Mireya Sanz Valera
- Patricio Doren - Hugo Reyes
- Fidel Pérez Michel - Richard García Murray
- Daniela Nieves - Alejandra Valera
- Fernando Fermor - Tomás Estrada
- Adela Romero - Gloria Mendoza
- Herry Ferrigny - Manuel Mendoza
- Carlos Mata - Óscar Saldarriaga
- Osvaldo Strongoli - Teófilo "Teo"
- Khotan Fernández - Miguel Morales
- Omar Nassar - Abogado
- Armando Acevedo - Crespo, vigilante de Seguridad
- Cristian Adrian - Amigo de Jerome
- Gui Agustini - Visitador de la excursión
- Héctor Alejandro - Doctor Marco
- Alfonso Amaro - Policía
- Vanessa Apolito - Chachita
- Álvaro Ardila - El calvo
- Raúl Arrieta - Anselmo
- Felix Atucha - Vicente
- Alberto Barros Jr. - Taxista
- Amylkar Barros - Leo
- Jon Beeda - Thug
- Erik Bello - Abogado
- Hilary Benjumea - Enfermera
- Liannet Borrego - Silvia
- Pilar Bru - Betina Meléndez
- Gladys Yáñez - Estela Alvarado
- Luis Cabrera - Empleado del hotel
- Miguel Colon - Martín Melendez
- Héctor Contreras - Tommy Durán
- Víctor Corona - Esteban
- Carlos Cuervo - Joaquín
- Juliana Duque - La Muda
- Andrés Miguel Escobar -
- Nury Flores - Jueza Patricia Rogers
- Carlos Pítela - Don Serapio
- Jorge Luis García - Don Pepe
- Diana López - Flor Elena
- Catalina Mesa - Pilar
- Stella Maris Ortíi - La Gata
- Roberto Puerta - Steller
- Fernando Pacanis - Lic.Ferrara
- Claudia Reyna - Raquel Figueroa
- Marcy Roban - América
- Omar Robau - Periodista
- Sofía Sanabria - Vicky
- Manuel Uriza - Raúl
- Mari Zapata - Sacha
- Gilbert Peralta Vélez - Memo Sáenz
- Ana Belén - Susy Vázquez de Girot

## Audiencia
En España fue emitida entre el 7 de enero y el 11 de junio de 2014 en horario de máxima audiencia consiguiendo una media de audiencia del 2,7% de share y 488.000 espectadores y siendo líder de su franja entre las temáticas en los targets de mujeres (3,8%) y de 55-64 (2,7%).

## Premios y nominaciones
| Año  | Premio            | Categoría                          | Nominados                                     | Resultados |
| ---- | ----------------- | ---------------------------------- | --------------------------------------------- | ---------- |
| 2012 | People en Español | Mejor Telenovela                   | Una maid en Manhattan                         | Nominada   |
| 2012 | People en Español | Mejor Actriz                       | Litzy                                         | Nominada   |
| 2012 | People en Español | Mejor Actor                        | Eugenio Siller                                | Ganador    |
| 2012 | People en Español | Mejor Actriz Secundaria            | Liz Gallardo                                  | Nominada   |
| 2012 | People en Español | Mejor Actor Secundario             | Ismael La Rosa                                | Nominado   |
| 2012 | People en Español | Mejor Villana                      | Vanessa Villela                               | Nominada   |
| 2012 | People en Español | Revelación del Año                 | Jorge Eduardo García                          | Nominado   |
| 2012 | People en Español | Mejor pareja                       | Litzy y Eugenio Siller                        | Nominados  |
| 2012 | Premios Tu Mundo  | Novela del año                     | Una Maid en Manhattan                         | Nominada   |
| 2012 | Premios Tu Mundo  | Protagonista favorito              | Eugenio Siller                                | Nominado   |
| 2012 | Premios Tu Mundo  | Protagonista favorita              | Litzy                                         | Nominada   |
| 2012 | Premios Tu Mundo  | Mejor chica mala                   | Vanessa Villela                               | Nominada   |
| 2012 | Premios Tu Mundo  | Mejor actriz de reparto            | Wanda D´Isidoro                               | Ganadora   |
| 2012 | Premios Tu Mundo  | Mejor actor de reparto             | Henry Zakka                                   | Nominado   |
| 2012 | Premios Tu Mundo  | La pareja perfecta                 | Litzy y Eugenio Siller                        | Nominados  |
| 2012 | Premios Tu Mundo  | Mejor actuación en elenco de niños | Jorge Eduardo García                          | Ganador    |
| 2012 | Premios Tu Mundo  | Mejor momento de la mala suerte    | Marisa confirma que Víctor nunca va a cambiar | Nominada   |
| 2012 | Premios Tu Mundo  | Mejor canción de telenovela        | Amor sin final, por Litzy y Eugenio Siller    | Nominada   |

## Versiones
- Una maid en Paitilla es el nombre de la adaptación panameña de Una maid en Manhattan producida por Televisión Nacional de Panamá en formato de teleserie, se estrenó en septiembre del 2015. A diferencia de su versión original esta se desarrolla en la capital de Panamá en la zona de Paitilla y cuenta con toques de comedia.